# Phạm Thành Tươi
Phạm Thành Tươi là một chính khách người Việt Nam. Ông từng là Chủ tịch Ủy ban nhân dân tỉnh Cà Mau.

## Sự nghiệp
Chiều ngày 7 tháng 12 năm 2010, tại kỳ họp thứ 18 HĐND tỉnh Cà Mau khóa VII, đã miễn nhiệm chức danh Chủ tịch UBND tỉnh đối với ông Bùi Công Bửu để nhận nhiệm vụ mới (Phó Bí thư thường trực Tỉnh ủy) và bầu bổ sung ông Phạm Thành Tươi, Phó Bí thư Tỉnh ủy, Phó Chủ tịch UBND tỉnh, giữ chức danh Chủ tịch UBND tỉnh Cà Mau khóa VII nhiệm kỳ 2004–2011.
Sáng 30 tháng 6 năm 2015, tại kỳ họp thứ 12 HĐND tỉnh Cà Mau khóa VIII, đã bầu ông Nguyễn Tiến Hải giữ chức vụ Chủ tịch UBND tỉnh Cà Mau nhiệm kỳ 2011-2016, đồng thời bãi nhiệm chức vụ Chủ tịch UBND tỉnh đối với ông Phạm Thành Tươi (đến tuổi nghỉ hưu theo chế độ).